# Schima sericans
Schima sericans är en tvåhjärtbladig växtart som först beskrevs av Hand.-mazz., och fick sitt nu gällande namn av T.L. Ming. Schima sericans ingår i släktet Schima och familjen Theaceae. Inga underarter finns listade i Catalogue of Life.